# جنرال دير ياغ فليغر
جنرال دير ياغ فليغر مفتش المقاتلات ( اللغة الألمانية : Inspekteur der Jagdflieger ) لم يكن رتبة بل كان موقعًا رائدًا في القيادة العليا للوفتفافه الألمانية في ألمانيا النازية. كان المفتش مسؤولا عن جاهزية وتدريب وتكتيكات القوة المقاتلة. لم تكن قيادة عمليات. 

## المفتشون
صورة
| الاسم                      | تولى المنصب        | ترك المنصب | الحزب | الحزب |
| -------------------------- | ------------------ | ---------- | ----- | ----- |
| Inspekteur der Jagdflieger |                    |            |       |       |
|                            | {{{officeholder}}} |            |       |       |
|                            | {{{officeholder}}} |            |       |       |
|                            | {{{officeholder}}} |            |       |       |
|                            | {{{officeholder}}} |            |       |       |
| General der Jagdflieger    |                    |            |       |       |
|                            | {{{officeholder}}} |            |       |       |
|                            | {{{officeholder}}} |            |       |       |
|                            | {{{officeholder}}} |            |       |       |

## المفتشون التابعون

### مفتش مقاتلات اليوم
صورة
| الاسم | تولى المنصب      | ترك المنصب                              | الحزب            | الحزب            |                 |
| ----- | ---------------- | --------------------------------------- | ---------------- | ---------------- | --------------- |
| 1     | Günther Lützow   | أوبرسلوبمينت Günther Lützow (1912–1945) | 11 August 1942   | 17 December 1943 | 1 سنة و128 أيام |
| 2     | Hannes Trautloft | أوبرست Hannes Trautloft (1912–1995)     | 17 December 1943 | 26 January 1945  | 1 سنة و40 أيام  |
| 3     | والثر داهل       | أوبرست والثر داهل (1916–1985)           | 26 January 1945  | 8 May 1945       | 102 أيام        |

|  | {{{officeholder}}} |
|  | {{{officeholder}}} |

|  | {{{officeholder}}} |
|  | {{{officeholder}}} |

### مفتش المقاتلات الليلية
صورة
| الاسم | تولى المنصب   | ترك المنصب                       | الحزب       | الحزب            |                 |
| ----- | ------------- | -------------------------------- | ----------- | ---------------- | --------------- |
| 1     | جوزيف كامهوبر | أوبرست جوزيف كامهوبر (1896–1986) | August 1941 | 20 November 1943 | 2 سنوات و3 شهور |
| 2     | Werner Streib | أوبرست Werner Streib (1911–1986) | March 1944  | 8 May 1945       | 1 سنة و2 شهور   |